# Kostel svatého Petra (Lille)
Kostel sv. Petra v Lille (francouzsky Collégiale Saint-Pierre de Lille) býval kolegiátní kostel v severofrancouzském městě Lille. Náboženský život města provázel více než 750 let až do svého poškození při obléhání Rakušany roku 1792, které předznamenalo úplnou zkázu budovy, ze které dnes zbyla pouze krypta.
Kostel, o jehož škole je první zmínka z roku 1066, byl původně románskou stavbou pocházející z 11. století postupem času přestavěnou v gotickém slohu, který zůstal dominantním. Ve středu chóru bývala pohřbena flanderská hrabata včetně významného donátora hraběte Balduina V.